# Květná
Květná är en ort i Tjeckien.   Den ligger i regionen Pardubice, i den östra delen av landet, 140 km öster om huvudstaden Prag. Květná ligger 564 meter över havet och antalet invånare är 311.
Terrängen runt Květná är huvudsakligen platt, men åt sydost är den kuperad. Runt Květná är det ganska tätbefolkat, med 70 invånare per kvadratkilometer. Närmaste större samhälle är Svitavy, 9,0 km öster om Květná. I omgivningarna runt Květná växer i huvudsak blandskog.